# Ley de Grosch
La ley de Grosch es una ley empírica que se refiere a la eficiencia del software y el hardware en los sistemas informáticos. Establece que el rendimiento de un sistema informático aumenta con el doble de recursos, pero no de forma proporcional. Específicamente, dice que el valor de un software o sistema informático crece en función del cuadrado de los recursos que se le añaden.
El concepto fue formulado por Herbert Grosch en 1965, quien observó que, a medida que se incrementaban los recursos disponibles (como memoria o procesamiento), no necesariamente el rendimiento aumentaba en la misma proporción, sino que aumentaba más lentamente. En términos simples, añadir más recursos a un sistema no siempre mejora el rendimiento de manera directa o proporcional. Por ejemplo, si se duplican los recursos (como la memoria RAM o la capacidad de procesamiento), el software no siempre se vuelve el doble de eficiente.
Esta ley reza que el rendimiento de los computadores aumenta con el cuadrado de su coste. Si el computador A cuesta el doble que B, cabe esperar que A tenga un rendimiento cuatro veces superior a B.
Citando textualmente a Grosch:
Existe una regla fundamental, a la cual modestamente llamo la ley de Grosch; la economía es tan solo la raíz cuadrada del incremento de la velocidad -- es decir, para obtener un precio 10 veces más bajo, debe fabrircarse 100 veces más veloz.